# Olympia 2005
Albums de Véronique Sanson
Longue Distance Petits moments choisis
Olympia 2005 est le neuvième album live de la chanteuse Véronique Sanson. Cet album a été classé 28e au top album en France.
Il a été publié en deux versions : CD simple (19 titres) ou 2 CD (concert intégral 23 titres + 1 vidéo).

## CD simple
| No  | Titre                           | Durée |
| --- | ------------------------------- | ----- |
| 1.  | J'aime un homme                 |       |
| 2.  | Amoureuse                       |       |
| 3.  | Les Hommes                      |       |
| 4.  | Je me suis tellement manquée    |       |
| 5.  | J'ai l'honneur d'être une fille |       |
| 6.  | Vue sur la mer                  |       |
| 7.  | Sans regrets                    |       |
| 8.  | Mi-maître, Mi-esclave           |       |
| 9.  | Longue Distance                 |       |
| 10. | La Douceur du danger            |       |
| 11. | Féminin                         |       |
| 12. | 5e étage                        |       |
| 13. | Annecy                          |       |
| 14. | Juste un peu d'amour            |       |
| 15. | Drôle de vie                    |       |
| 16. | Rien que de l'eau               |       |
| 17. | Bahia                           |       |
| 18. | Dis-lui de revenir              |       |
| 19. | Ma révérence                    |       |

## CD double
| 1.  | J'aime un homme                 | 4:22 |
| 2.  | Vancouver                       | 3:20 |
| 3.  | Amoureuse                       | 2:31 |
| 4.  | Les Hommes                      | 3:16 |
| 5.  | Je me suis tellement manquée    | 2:37 |
| 6.  | J'ai l'honneur d'être une fille | 2:45 |
| 7.  | Marie                           | 2:57 |
| 8.  | Vue sur la mer                  | 3:23 |
| 9.  | Sans regrets                    | 3:08 |
| 10. | Mi-maître, Mi-esclave           | 3:07 |
| 11. | Longue Distance                 | 2:17 |
| 12. | La Douceur du danger            | 1:58 |

| 1.  | Féminin                                 | 4:02 |
| 2.  | 5e étage                                | 4:02 |
| 3.  | Annecy                                  | 5:26 |
| 4.  | Juste un peu d'amour                    | 4:36 |
| 5.  | Drôle de vie                            | 2:27 |
| 6.  | Indestructible                          | 3:54 |
| 7.  | Bernard's Song (Il n'est de nulle part) | 3:26 |
| 8.  | Rien que de l'eau                       | 5:52 |
| 9.  | Bahia                                   | 3:36 |
| 10. | Dis-lui de revenir                      | 1:34 |
| 11. | Ma révérence                            | 3:51 |
| 12. | Drôle de vie (vidéo live)               | 2:30 |